# Le Commerce du Levant
Le Commerce du Levant était un mensuel économique francophone libanais. Il était le seul journal économique francophone au Moyen-Orient.
Le journal s'intéresse à tous les aspects de l'économie : tourisme, industrie, agriculture et finance.
Le journal existe depuis 1929 : il a été fondé à cette date par Toufic Mizrahi pendant le mandat français. Il est aujourd'hui publié par la « Société de presse et d’édition libanaise » S.A.L., qui possède aussi le quotidien francophone libanais L'Orient-Le Jour.
Profil des abonnés par profession : banquiers et économistes (27 %), commerçants (16 %), industriels (9 %), entrepreneurs (8 %) et divers (40 %).
Responsables en 2018 :
- PDG : Mme Nayla de Freige.
- Rédactrice en chef : Mme Sahar Al-Attar.

La publication cesse en juin 2021.